# Balumbus
Les Loumbous ou Balumbu sont une population du Gabon et de la République du Congo. Ils vivent autour de la lagune de Ndougou, au nord de l'embouchure du fleuve Nyanga dans la province de l'Ogooué-Maritime. Selon certaines sources, les ancêtres des Loumbous actuels du Gabon viendraient du Congo. Autrefois, ils produisaient du sel de mer qu'ils revendaient aux Punu de l'intérieur. Aujourd'hui, cette activité a décliné et les jeunes vont chercher du travail à Port-Gentil ou à Libreville.
Les Balumbu sont apparentés aux Vungu, Eshiras et leur culture a été influencée par leurs voisins du sud, les Vili.

## Ethnonymie
Selon les sources, on observe de multiples variantes : Baloumbou, Balumbo, Balumbu, Loumbou, Lumbo, Lumbu.

## Langue
Les Balumbu parlent le lumbu (yilumbu), une langue bantoue ,,.
Les pronoms personnels sujets en lumbu :
| Pronoms personnels sujets en yilumbu | Traduction en français |
| ------------------------------------ | ---------------------- |
| Ni                                   | Je                     |
| U                                    | Tu                     |
| A                                    | Il ou elle             |
| Du                                   | Nous                   |
| Nu                                   | Vous                   |
| Ba                                   | Ils ou elles           |

## Les Balumbu du Gabon

### Généralité
Ils sont membres du Groupe B40 dans la classification de Guthrie des langues bantoues et, pour être plus précis, dans le groupe des Siri. Les Lumbus du Gabon sont dans le groupe B44.

### Domaine des Lumbus
Le domaine des Lumbus est situé à l'ouest à l'opposé du territoire B 40, le long de la côte entre Setté-Cama et Mayumba. Ils confinent aux Ngubi de la lagune Iguéla ; quelques clans sont signalés à Tchibanga. La plupart des récits de la tradition orale s'accordent sur l'arrivée des Lumbus après les vagues Ngubi-Vungu-Varama.

#### Balumbu du Nord
Les Balumbu du nord (Menane est le terme le plus approprié pour les désigner) vivent actuellement dans le département de Ndougou, dans la région de la lagune Ndougou dans la province de l'Ogooué-maritime. On les rencontre de Setté-Cama à Gamba voire jusqu'à Mayonami près du fleuve Nyanga. Ces Balumbus de la zone Setté-Cama et de Gamba appartiennent au groupe B44a.

#### Balumbu du Sud
Ces Balumbu sont à différencier des Balumbu Hangu, habitants de Mayumba (département de la Basse-Banio), Ndindi, (département de la Haute-Banio et du département de Mongo (Moulengui Binza) dans la province de la Nyanga). Les Balumbu du sud appartiennent au groupe B44b. Comme eux, ils recoltaient du sel qu'ils vendaient aux Punu. Contrairement aux Balumbu de Setté-Cama, ils ne sont pas apparentés aux Eshiras. Ils viennent de la région du Bandundu (République Démocratique du Congo) via  Mbanda dite actuellement Banda, en République du Congo.

### Culture
Les Loumbous (ou Lumbu) sont animistes avec des doctrines liées au Moussonoughou[réf. nécessaire] (serpent immense arborant une plume rouge de perroquet sur le front), bwiti et mouiri. Tous ces rites sont caractérisés par une initiation préalable. En raison de l'influence de l'époque coloniale, beaucoup sont de nos jours de croyance chrétienne même si les croyances anciennes font encore partie du quotidien. Les Balumbus pratiquent aussi la danse Ikounde, Mangumba, Niémbe.
Le phénomène d’acculturation, particulièrement prononcé dans la région de la lagune Ndougou du fait de la présence de la ville pétrolière de Gamba, tend à faire disparaître la notion de clan et les traditions qui lui sont associées.

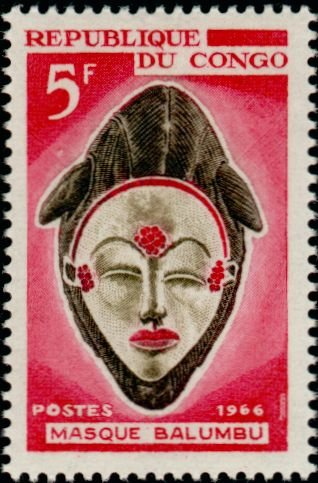
Masque (timbre émis en 1966 par la république du Congo).
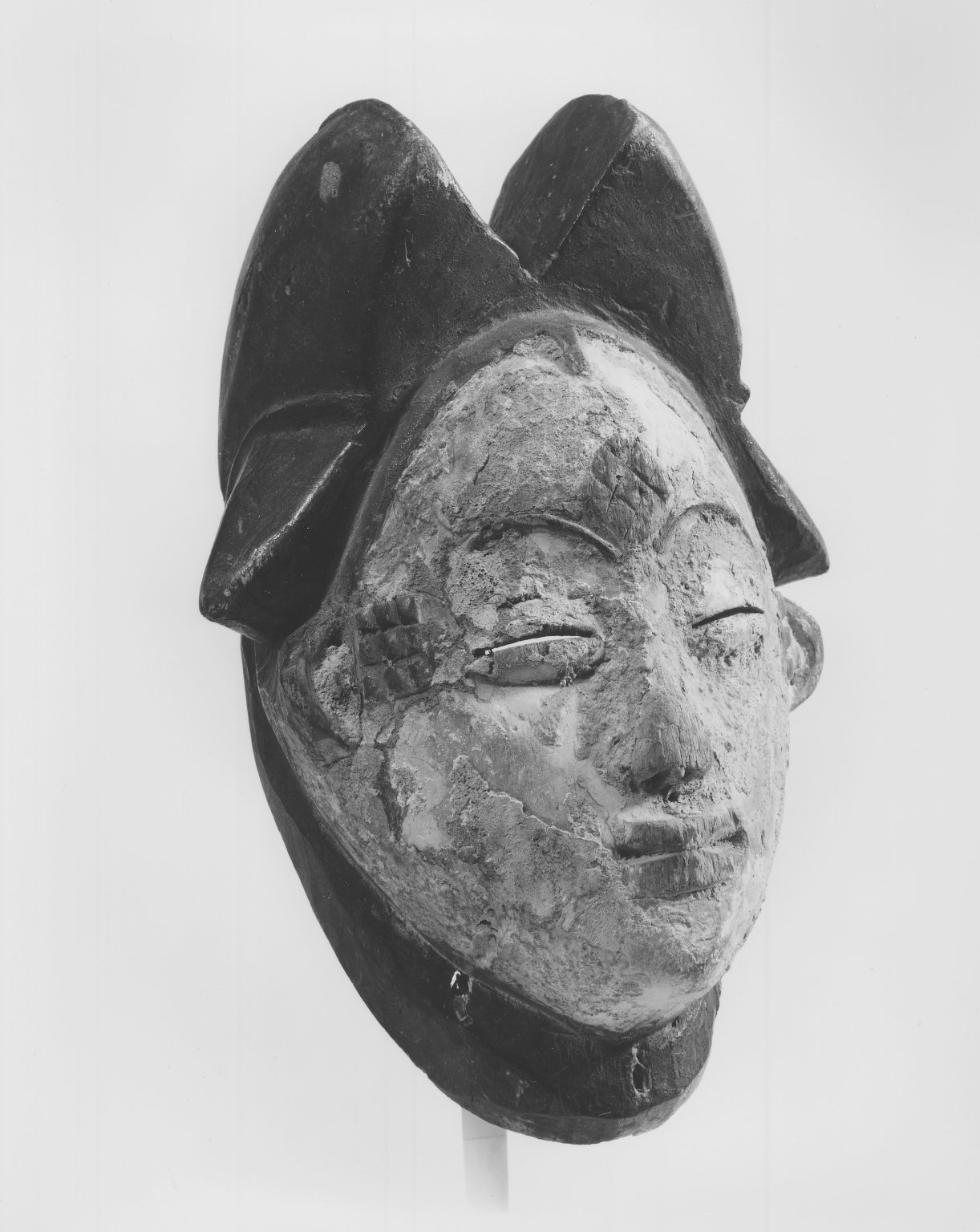
Masque blanc. Gabon
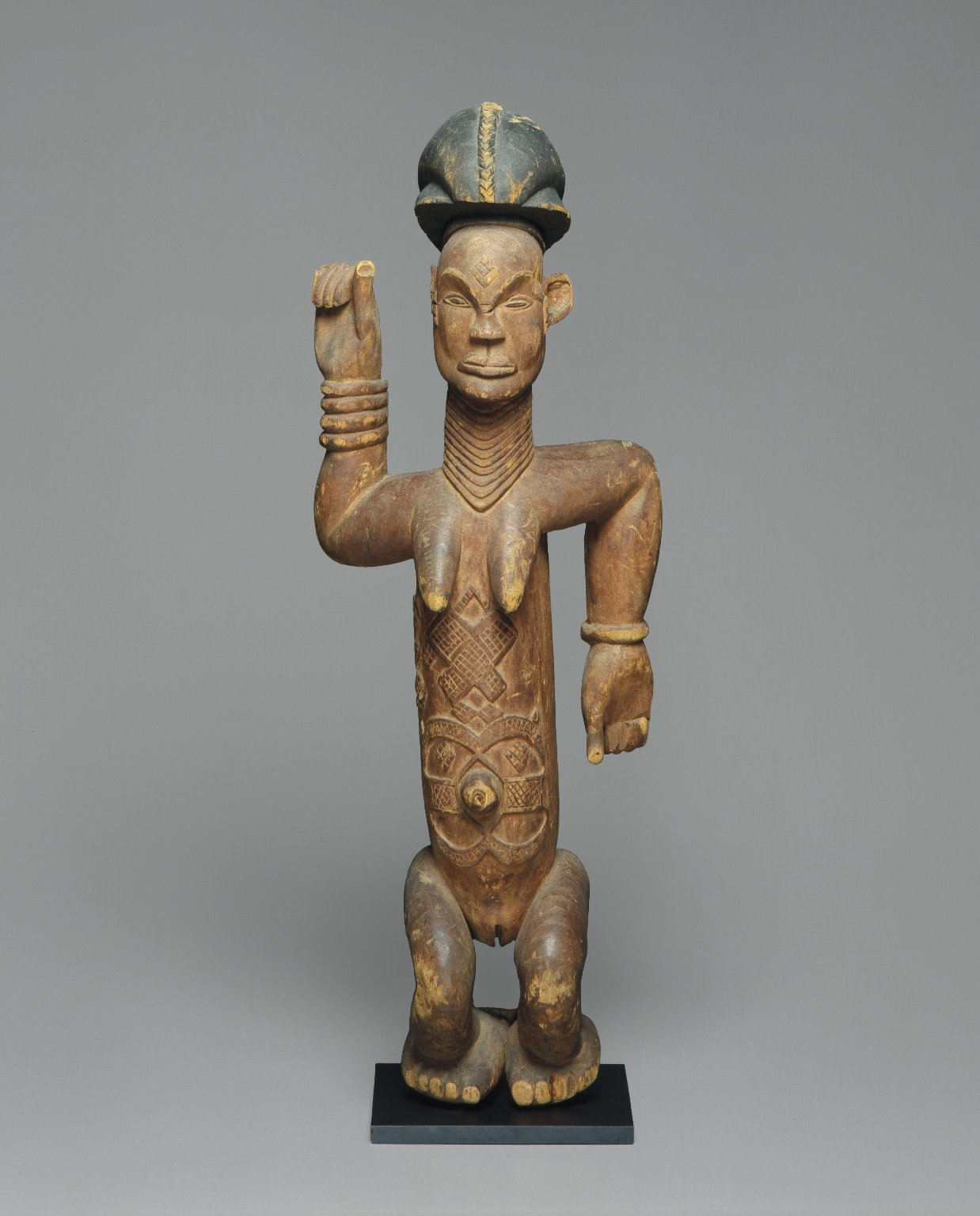
Statue féminine. Congo ou RDC
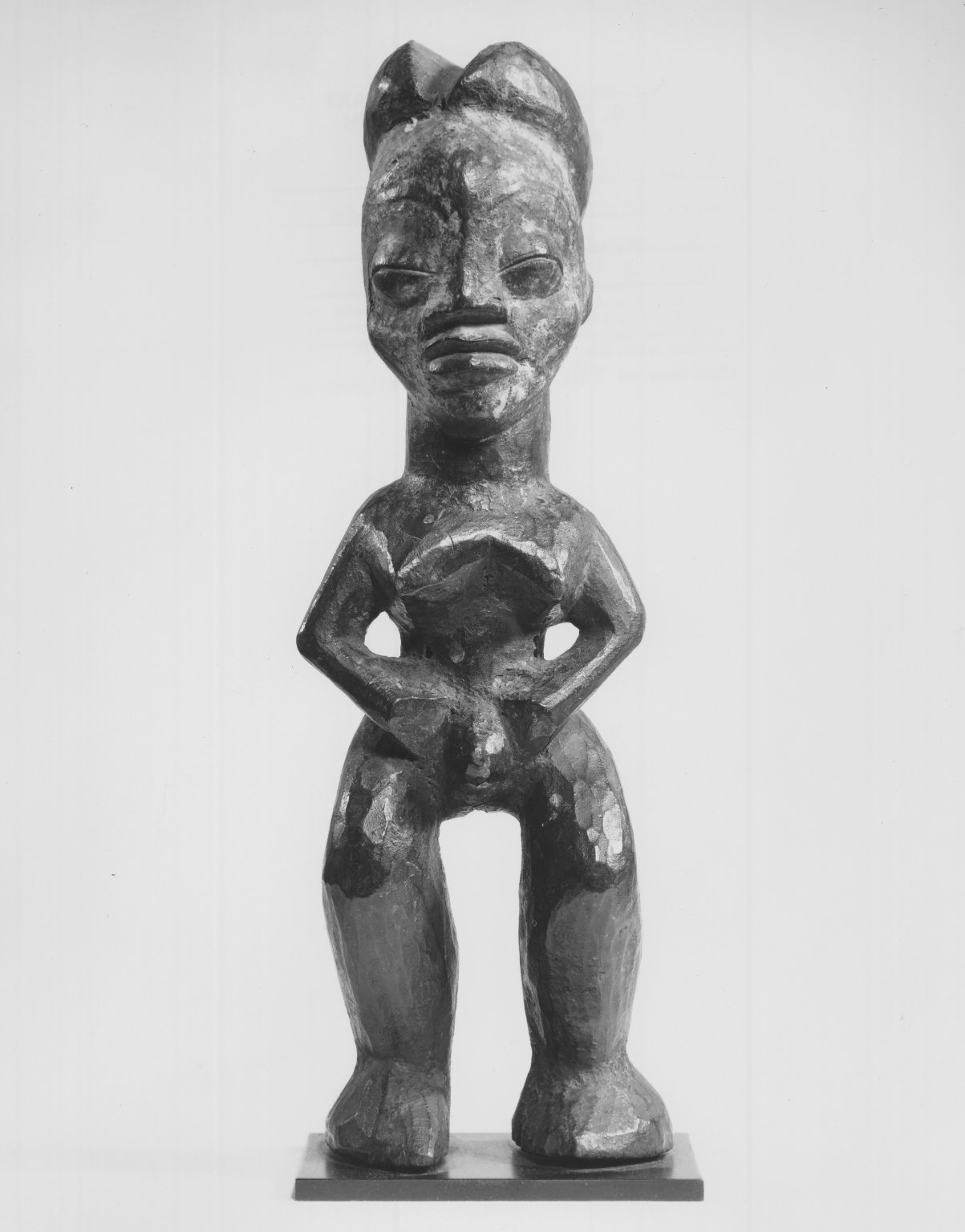
Statue aux mains jointes et aux jambes écartées. Gabon
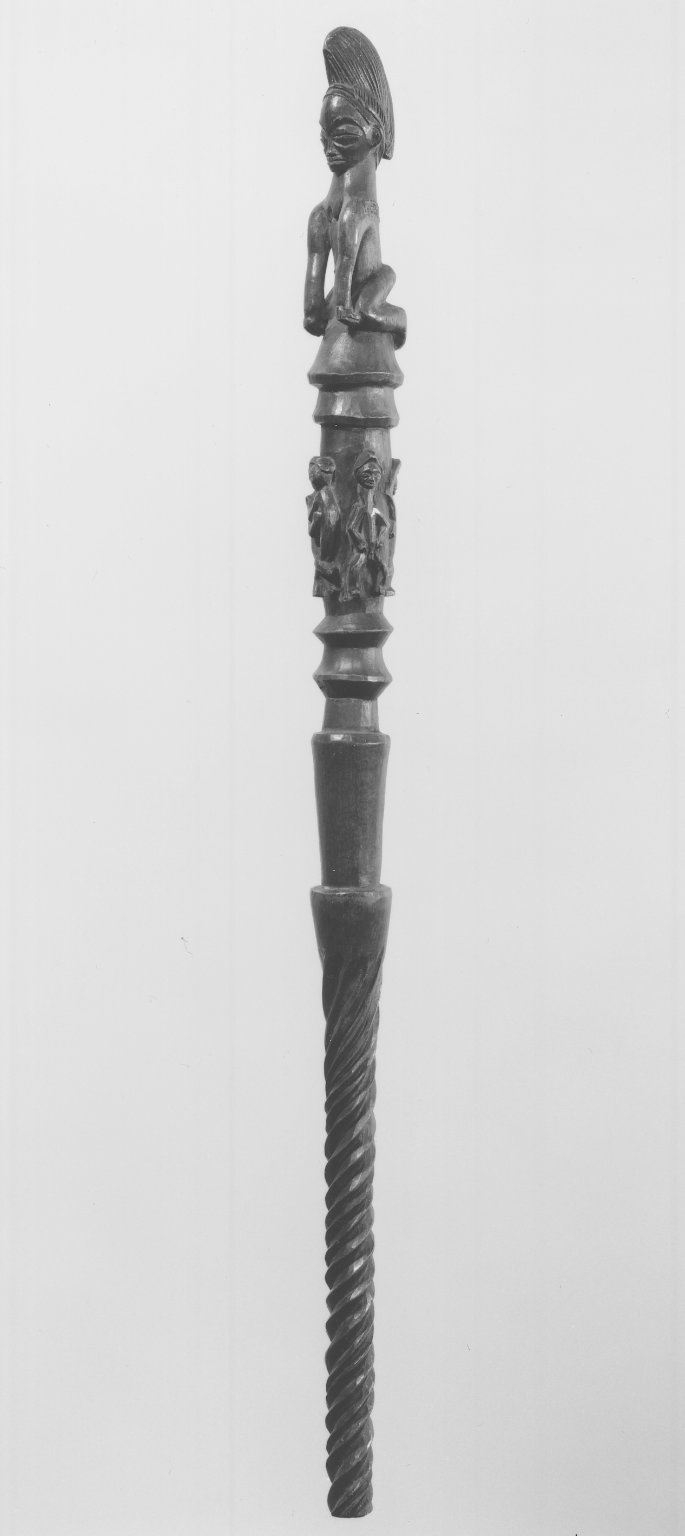
Sceptre sculpté. Sud-ouest Gabon

### Cuisine
Le mwamb (plat fait avec des noix de palmes), ilembi (feuilles de manioc), ikwang (baton de manioc) mabégni ou mabéze (beignet de manioc) les huîtres ou Matenzi forment une part de la gastronomie lumbu.
Leur plat préféré est le ntwali ou mbwâta (bouillie faite à basse des tubercules de manioc) qu'ils affectionnent accompagnée d'arachides grillées ou cuites.